# Bertrand Alibert
Bertrand Alibert, né à Villeneuve-d'Agen le 27 octobre 1775 et mort à Moulins le 1er octobre 1808, est un ingénieur français.
Polytechnicien, ingénieur des Ponts et Chaussées, il fait partie de la troisième campagne de nivellement de l'isthme de Suez, dirigée par Jacques-Marie Le Père en novembre 1799.
Il accompagna Pierre-Simon Girard dans la reconnaissance de l'itinéraire menant du Caire à Suez par la Vallée de l'Égarement en décembre 1799.
Il rentre en France en l'an X et y meurt prématurément, quelques années plus tard, à l'âge de 32 ans.

## Sources
- Édouard de Villiers du Terrage, Journal et souvenirs sur l'expédition d'Égypte, mis en ordre et publiés par le baron Marc de Villiers du Terrage, Paris, E. Plon, Nourrit, 1899,  et L'expédition d'Égypte 1798-1801, Journal et souvenirs d'un jeune savant, Paris, Cosmopole, 2001 et 2003, p. 350.
- Yves Laissus, L'Égypte, une aventure savante 1798-1801, Paris, Fayard, 1998